# 라미란
라미란(1975년 3월 6일 ~ )은 대한민국의 배우이다.

## 학력
- 부천북고등학교 졸업
- 서울예술전문대학 연극과 전문학사

## 필모그래피

### 영화
- 2005년 영화 《친절한 금자씨》 ... 오수희 역
- 2006년 영화 《괴물》 ... 발동동 아줌마 역
- 2006년 영화 《음란서생》 ... 부인 1 / 댓글마님 1 역
- 2006년 영화 《잘 살아보세》 ... 언년네 역
- 2007년 영화 《마을금고 연쇄습격사건》 ... 미쎄스 봉 역
- 2008년 영화 《그녀는 예뻤다》 ... 맞선녀 2 역
- 2008년 영화 《미인도》 ... 정경부인 역
- 2008년 영화 《미쓰 홍당무》 ... 정녀 교무 역
- 2009년 영화 《거북이 달린다》 ... 맛사지녀 1 역
- 2009년 영화 《펜트하우스 코끼리》 ... 중년 여선생 역
- 2009년 영화 《박쥐》 ... 유 간호사 역
- 2010년 영화 《죽이고 싶은》 ... 수간호사 역
- 2010년 영화 《육혈포 강도단》 ... 미시 아줌마 역
- 2010년 영화 《그대를 사랑합니다》 ... 간호사 역
- 2010년 영화 《헬로우 고스트》 ... 옆집 아줌마 역
- 2011년 영화 《댄스 타운》 ... 리정림 역
- 2011년 영화 《아이들...》 ... 무당 역
- 2011년 영화 《티끌 모아 로맨스》 ... 주인아줌마 역
- 2011년 영화 《거지같은 놈》 ... 여자친구 역
- 2012년 영화 《댄싱퀸》 ... 명애 역
- 2012년 영화 《공모자들》 ... 따이공 1 역 (우정출연)
- 2012년 영화 《청춘 그루브》 ... 케이블 PD 역
- 2012년 영화 《차형사》 ... 송 선생 역
- 2012년 영화 《두 개의 달》 ... 연순 역
- 2012년 영화 《무서운 이야기》 ... 대표 역
- 2012년 영화 《자칼이 온다》 ... 청소부 역
- 2013년 영화 《남쪽으로 튀어》 ... 연금관리공단 직원 역 (특별출연)
- 2013년 영화 《연애의 온도》 ... 손 차장 역
- 2013년 영화 《스파이》 ... 스파이 역
- 2013년 영화 《짓》 ... 최 박사 역
- 2013년 영화 《소원》 ... 영석 엄마 역
- 2013년 영화 《무게》 ... 인천댁 역
- 2014년 영화 《피끓는 청춘》 ... 난영 역
- 2014년 영화 《나의 사랑 나의 신부》 ... 주인 아줌마 역
- 2014년 영화 《빅매치》 ... 형수 역 (특별출연)
- 2014년 영화 《국제시장》 ... 윤꽃분 / 덕수 고모 역
- 2015년 영화 《워킹걸》 ... 음순옥 역
- 2015년 영화 《미쓰 와이프》 ... 미선 역
- 2015년 영화 《대호》 ... 칠구의 아내 역
- 2015년 영화 《히말라야》 ... 조명애 역
- 2016년 영화 《봉이 김선달》 ... 윤 보살 역
- 2016년 영화 《덕혜옹주》 ... 복순 역
- 2017년 영화 《보통사람》 ... 아내 송정숙 역
- 2017년 영화 《특별시민》 ... 양진주 역
- 2018년 영화 《상류사회》 ... 이화란 역
- 2018년 영화 《완벽한 타인》 ... 김소월 목소리 역 (특별출연)
- 2019년 영화 《내안의 그놈》 ... 오미선 역
- 2019년 영화 《걸캅스》 ... 박미영 역
- 2020년 영화 《정직한 후보》 ... 주상숙 역
- 2021년 영화 《새해전야》 ... 결혼박사 미란 역 (특별출연)
- 2021년 영화 《정직한 후보 2》 ... 주상숙 역
- 2022년 영화 《컴백홈》 ... 영심 역
- 2022년 영화 《고속도로 가족》 ... 엄영선 역
- 2024년 영화 《시민덕희》 ... 덕희 역
- 2025년 영화 《하이파이브》 … 선녀 역

### 드라마
- 2009년 MBC 수목드라마 《신데렐라 맨》 ... 벨벳 리 역
- 2011년 MBC 월화 특별기획 드라마 《짝패》 ... 업득네 역
- 2012년 SBS 월화드라마 《패션왕》 ... 미싱 1 역
- 2012년 MBC 수목드라마 《더킹 투하츠》 ... 궁중실장 역
- 2012년 SBS 아침 일일연속극 《너라서 좋아》 ... 윤공자 역
- 2013년 SBS 월화 특별기획 드라마 《장옥정 사랑에 살다》 ... 조사석의 처 권씨 역
- 2013년 tvN 목요 시트콤 《막돼먹은 영애씨 12》 ...
- 2013년 JTBC 주말 특별기획 드라마 《맏이》 ... 나미순 역
- 2013년 SBS 월화드라마 《수상한 가정부》 ... 양미자 역
- 2013년 SBS 드라마스페셜 《상속자들》 ... 조명수 모 역
- 2014년 tvN 목요드라마 《식샤를 합시다 1》 ... 특별출연 역
- 2014년 tvn 목요 시트콤 《막돼먹은 영애씨 13》 ...
- 2014년 tvN 월화드라마 《마녀의 연애》 ... 백나래 역
- 2014년 JTBC 월화 특별기획 드라마 《유나의 거리》 ... 깡순 역
- 2014년 tvN 목요드라마 《잉여공주》 ... 세블린 역
- 2014년 KBS2 수목드라마 《아이언맨》 ... 박예리사 역
- 2014년 KBS2 드라마스페셜 《예쁘다 오만복》 ... 남미순 역
- 2014년 MBC 드라마 페스티발 《내 인생의 혹》
- 2015년 tvN 월화 시트콤 《막돼먹은 영애씨 14》 ... 라미란 역
- 2015년 tvN 금토드라마 《응답하라 1988》 ... 라미란 역
- 2016년 SBS 드라마 스페셜 《돌아와요 아저씨》 ... 마야 역
- 2016년 KBS2 주말 연속극 《월계수 양복점 신사들》 ... 복선녀 역
- 2016년 tvN 월화 시트콤 《막돼먹은 영애씨 15》 ... 라미란 역
- 2017년 KBS2 드라마 스페셜 《정 마담의 마지막 일주일》 ... 정 마담 (정다정) 역
- 2017년 tvN 수목드라마 《부암동 복수자들》 ... 홍도희 역
- 2017년 tvN 월화 시트콤 《막돼먹은 영애씨 16》 ... 라미란 역
- 2018년 KBS2 수목드라마 《우리가 만난 기적》 ... 조연화 역
- 2018년 JTBC 월화드라마 《뷰티 인사이드》 ... 일일 한세계 역 (특별출연)
- 2019년 tvN 금요 시트콤 《막돼먹은 영애씨 17》 ... 라미란 역
- 2019년 JTBC 금토드라마 《날 녹여주오》 ... 강옥봉 역 (특별출연)
- 2019년 tvN 월화드라마 《블랙독》 ... 박성순 역
- 2021년 MBN 주말 특별기획 드라마 《보쌈 - 운명을 훔치다》 ... 보쌈을 당하는 과부 역 (특별출연)
- 2023년 JTBC 수목드라마 《나쁜 엄마》 ... 진영순 역
- 2023년 TVING 오리지널 드라마 《잔혹한 인턴》 … 고해라 역
- 2024년 JTBC 토일드라마 《정숙한 세일즈》 … 김미란 역 (특별출연)
- 2024년 tvN 토일드라마 《정년이》 … 강소복 역
- 2025년 MBC 금토드라마 《달까지 가자》 ... 강은상 역

## 텔레비전 프로그램
| 연도   | 방송사  | 제목                                    | 역할                    | 비고   |
| ------ | ------- | --------------------------------------- | ----------------------- | ------ |
| 2014년 | MBC     | 《황금어장 라디오스타》                 | 게스트 출연 (365회)     |        |
| 2014년 | MBC     | 《일밤 - 진짜 사나이》 - 여군특집 시즌1 | 고정 출연               |        |
| 2014년 | tvN     | 《로맨스가 더 필요해》                  | 진행                    |        |
| 2014년 | tvN     | 《막돼먹은 결혼전야》                   |                         | 1부작  |
| 2016년 | KBS2    | 《언니들의 슬램덩크 시즌1》             | 고정 출연               | 33부작 |
| 2016년 | KBS2    | 《슈퍼맨이 돌아왔다》                   | 특별 출연               |        |
| 2018년 | tvN     | 《주말사용설명서》                      | 고정 출연               | 17부작 |
| 2019년 | JTBC    | 《아는 형님》                           | 게스트 출연 (161회)     |        |
| 2019년 | tvN     | 《놀라운 토요일》                       | 게스트 출연 (56회)      |        |
| 2019년 | MBC     | 《전지적 참견 시점》                    | 특별 출연 (51회, 52회)  |        |
| 2020년 | OLIVE   | 《밥블레스유 2》                        | 게스트 출연 (17회)      |        |
| 2020년 | KBS joy | 《나는 차였어》시즌1                    | 고정 출연               |        |
| 2020년 | KBS joy | 《나는 차였어》시즌2                    | 고정 출연               |        |
| 2020년 | MBC     | 《빈집살래: buy&live》                  | 파일럿                  |        |
| 2021년 | MBC     | 《빈집살래: in 서울 확장판》            | 고정출연                |        |
| 2021년 | MBC     | 《손현주의 간의역》                     | 게스트 출연 (9회, 10회) |        |
| 2021년 | KBS2    | 《 옥탑방의 문제아들》                  | 게스트 출연 (132회)     |        |
| 2022년 | tvN     | 《놀라운 토요일》                       | 게스트 출연 (230회)     |        |
| 2022년 | KBS2    | 《 옥탑방의 문제아들》                  | 게스트 출연 (196회)     |        |
| 2024년 | SBS     | 《미운 우리 새끼》                      | 스페셜 MC (377회)       |        |
| 2024년 | tvN     | 《텐트 밖은 유럽4》                     | 고정출연                |        |
| 2024년 | tvN     | 《텐트 밖은 유럽 로맨틱 이탈리아》      | 고정출연                |        |
| 2024년 | tvN     | 《유 퀴즈 온 더 블럭》                  | 게스트 출연 (263회)     |        |

### 웹예능
| 연도   | 방송사 | 제목          | 역할   | 비고 |
| ------ | ------ | ------------- | ------ | ---- |
| 2024년 | 유튜브 | 《소통의 神》 | 게스트 |      |

## 광고
| 연도            | 광고명 |
| --------------- | --- |
| 2015년          | - 삼성카드 숫자카드V2 - 킹코리아 캔디크러쉬소다 (퍼즐게임) - 홈스토리생활 대리주부 (구인구직앱) - SK텔레콤 T 키즈폰 JOON 2 - KT olleh GIGA 캠페인 '대답하라 1988' (with 김성균, 안재홍, 류준열) ※바이럴 광고 - 비알코리아 배스킨라빈스 아이스크림케익 (with 김성균) |
| 2016년          | - 에스티로더 × 응답하라 1988 (화장품) ※풋티지 광고 - G커머스 소사이어티 (SNG게임) - CJ제일제당 BYO 장유산균 (with 안재홍) - 오뚜기 팔도 비빔면 (with 이일화, 김선영) - 롯데하이마트 - 전국동시세일 편                                                               |
| 2016년 ~ 2017년 | - 롯데주류 백화수복 (전통제례주) - 삼광글라스 글라스락 |
| 2017년          | - LG생활건강 닥터그루트 샴푸 (with 한효주, 조우진) - PAT 의류 - NK뷰키트 - 메나리니제약 풀케어 - 신일산업 - 광동제약 비타500 (with 수지) |
| 2022년          | - 브레이브 모바일 숨고 (Soom go) (with 성동일, 이동휘, 한선화) |

## 홍보대사
| 연도   | 홍보대사명            |
| ------ | --------------------- |
| 2014년 | 장애인영화제 홍보대사 |

## 수상 및 후보
| 연도   | 시상식                               | 부문                                | 작품                   | 결과 |
| ------ | ------------------------------------ | ----------------------------------- | ---------------------- | ---- |
| 2010년 | 제15회 부산국제영화제                | 한국영화의 오늘 비전부문 여자연기상 | 댄스 타운              | 수상 |
| 2012년 | 제49회 대종상                        | 여우조연상                          | 댄싱퀸                 | 후보 |
| 2012년 | 제33회 청룡영화상                    | 여우조연상                          | 댄싱퀸                 | 후보 |
| 2013년 | 제34회 청룡영화상                    | 여우조연상                          | 소원                   | 수상 |
| 2014년 | 제5회 한국영화기자협회 올해의 영화상 | 여우조연상                          | 소원                   | 수상 |
| 2014년 | 제50회 백상예술대상                  | 영화부문 여자 조연상                | 소원                   | 후보 |
| 2014년 | 제51회 대종상                        | 여우조연상                          | 소원                   | 후보 |
| 2014년 | 제35회 청룡영화상                    | 여우조연상                          | 나의 사랑 나의 신부    | 후보 |
| 2014년 | MBC 방송연예대상                     | 쇼버라이어티부문 여자 우수상        | 진짜 사나이 - 여군특집 | 수상 |
| 2015년 | 제10회 맥스무비 최고의 영화상        | 최고의 여자조연배우상               | 국제시장               | 후보 |
| 2015년 | 제52회 대종상                        | 여우조연상                          | 국제시장               | 후보 |
| 2015년 | 제36회 청룡영화상                    | 여우조연상                          | 국제시장               | 후보 |
| 2016년 | 제11회 맥스무비 최고의 영화상        | 최고의 여자조연배우상               | 히말라야               | 수상 |
| 2016년 | 제10회 케이블TV 방송대상             | 인기스타상                          | 응답하라 1988          | 수상 |
| 2016년 | 제21회 춘사영화상                    | 여우조연상                          | 히말라야               | 후보 |
| 2016년 | 제21회 춘사영화상                    | 인기상                              | 히말라야               | 수상 |
| 2016년 | 제52회 백상예술대상                  | 영화부문 여자 조연상                | 히말라야               | 수상 |
| 2016년 | 제52회 백상예술대상                  | TV부문 여자 최우수연기상            | 응답하라 1988          | 후보 |
| 2016년 | 제2회 신스틸러 페스티벌              | 본상                                | 응답하라 1988          | 수상 |
| 2016년 | 제25회 부일영화상                    | 여우조연상                          | 히말라야               | 후보 |
| 2016년 | tvN10 어워즈                         | 신스틸러 여자부문                   | 응답하라 1988          | 수상 |
| 2016년 | 제37회 청룡영화상                    | 여우조연상                          | 덕혜옹주               | 후보 |
| 2016년 | KBS 연예대상                         | 버라이어티부문 여자 최우수상        | 언니들의 슬램덩크      | 수상 |
| 2016년 | 제53회 대종상                        | 여우조연상                          | 덕혜옹주               | 수상 |
| 2016년 | KBS 연기대상                         | 여자 조연상                         | 월계수 양복점 신사들   | 수상 |
| 2016년 | KBS 연기대상                         | 베스트 커플상 (with 차인표)         | 월계수 양복점 신사들   | 수상 |
| 2016년 | SBS 연기대상                         | 판타지드라마부문 여자 특별연기상    | 돌아와요 아저씨        | 후보 |
| 2017년 | 제8회 한국영화기자협회 올해의 영화상 | 여우조연상                          | 덕혜옹주               | 수상 |
| 2017년 | 제53회 백상예술대상                  | 영화부문 여자 조연상                | 덕혜옹주               | 후보 |
| 2017년 | 제22회 춘사영화상                    | 여우조연상                          | 덕혜옹주               | 후보 |
| 2017년 | 제26회 부일영화상                    | 여우조연상                          | 덕혜옹주               | 후보 |
| 2017년 | 제8회 대한민국 대중문화예술상        | 문화체육관광부 장관 표창            | 빈칸                   | 수상 |
| 2017년 | KBS 연기대상                         | 여자 연작 · 단막극상                | 정마담의 마지막 일주일 | 수상 |
| 2018년 | 제54회 백상예술대상                  | TV부문 여자 조연상                  | 부암동 복수자들        | 후보 |
| 2018년 | 제6회 아시아태평양 스타 어워즈       | 여자 연기상                         | 우리가 만난 기적       | 후보 |
| 2018년 | KBS 연기대상                         | 중편드라마부문 여자 우수연기상      | 우리가 만난 기적       | 수상 |
| 2018년 | KBS 연기대상                         | 베스트 커플상 (with 김명민)         | 우리가 만난 기적       | 수상 |
| 2018년 | KBS 연기대상                         | 베스트 커플상 (with 카이)           | 우리가 만난 기적       | 후보 |
| 2018년 | KBS 연기대상                         | 네티즌상                            | 우리가 만난 기적       | 후보 |
| 2021년 | 제41회 청룡영화상                    | 여우주연상                          | 정직한 후보            | 수상 |
| 2021년 | 제26회 춘사영화제                    | 여우주연상                          | 정직한 후보            | 후보 |
| 2021년 | 브랜드 고객 충성도 대상 시상식       | 영화배우 - 여자부문                 | 빈칸                   | 수상 |
| 2023년 | 제43회 황금촬영상                    | 촬영감독이 선정한 여자인기상        | 정직한 후보 2          | 수상 |
| 2023년 | 제31회 대한민국 문화연예대상         | 드라마부문 여자 최우수연기상        | 나쁜 엄마              | 수상 |
| 2024년 | 제60회 백상예술대상                  | TV부문 여자 최우수연기상            | 나쁜 엄마              | 후보 |
| 2024년 | 제60회 백상예술대상                  | 영화부문 여자 최우수연기상          | 시민덕희               | 후보 |
| 2024년 | 제33회 부일영화상                    | 여우주연상                          | 시민덕희               | 후보 |
| 2024년 | 제45회 청룡영화상                    | 여우주연상                          | 시민덕희               | 후보 |
| 2024년 | 제25회 올해의 여성영화인상           | 올해의 여성영화인상                 | 시민덕희               | 수상 |
| 2025년 | 대한민국 퍼스트 브랜드 대상          | 멀티테이너 여자 부문                | 빈칸                   | 수상 |

## 가족
- 배우자

- 자녀 아들 김근우